# 神盾軍

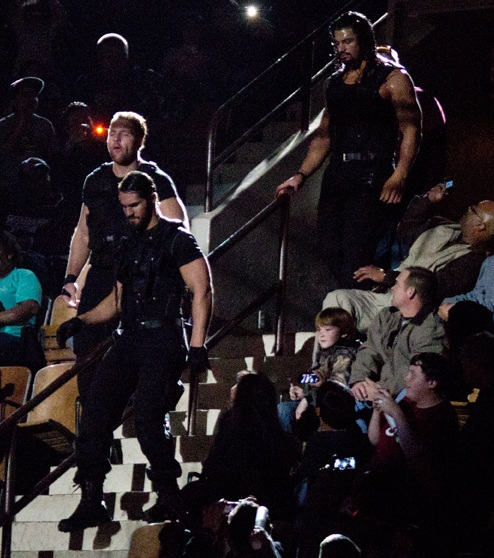
聖盾軍進場

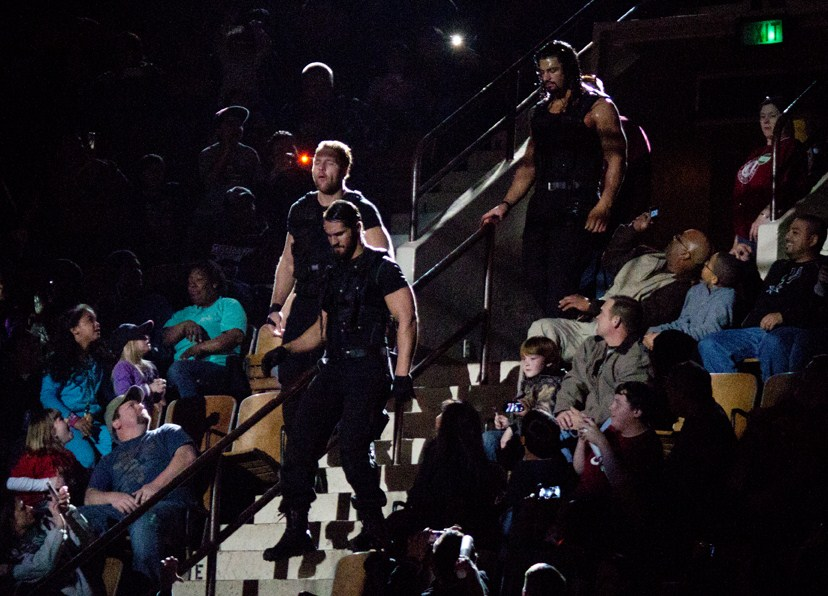
聖盾軍進場

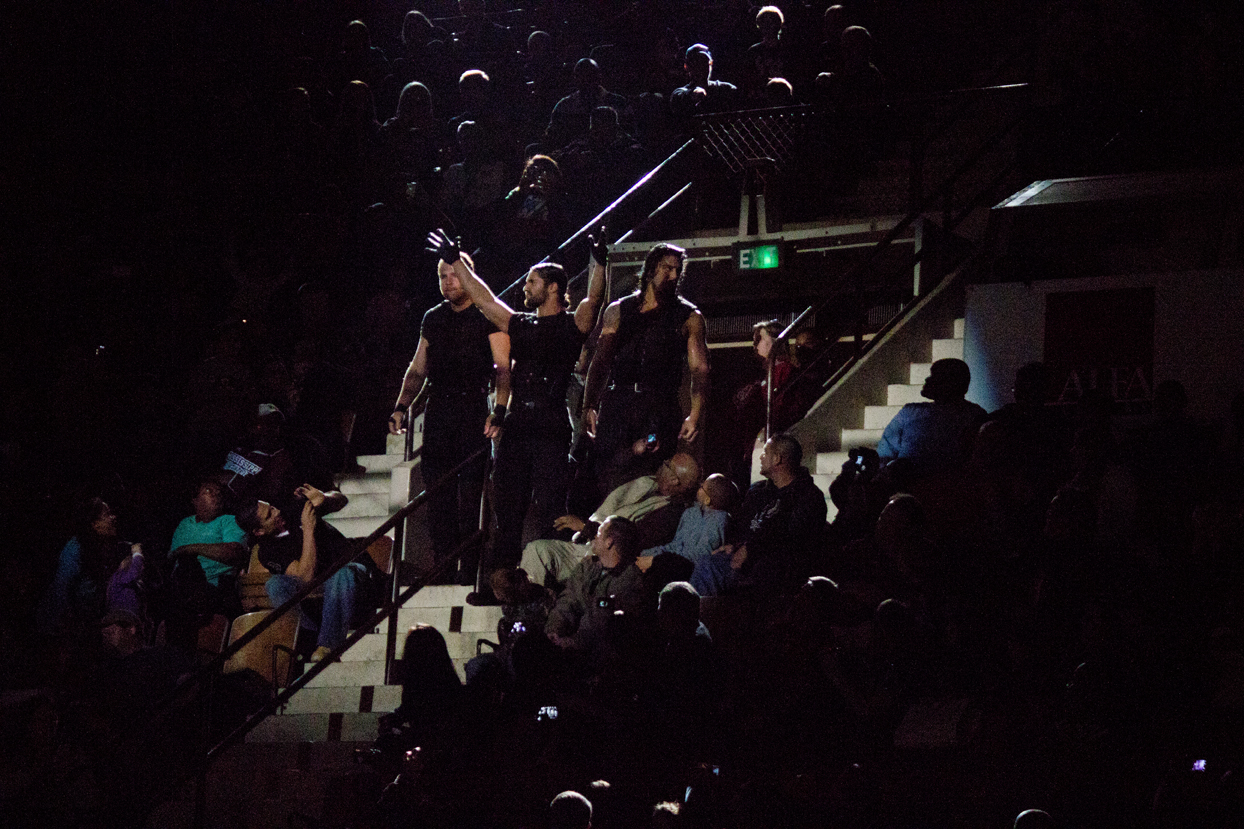
聖盾軍進場

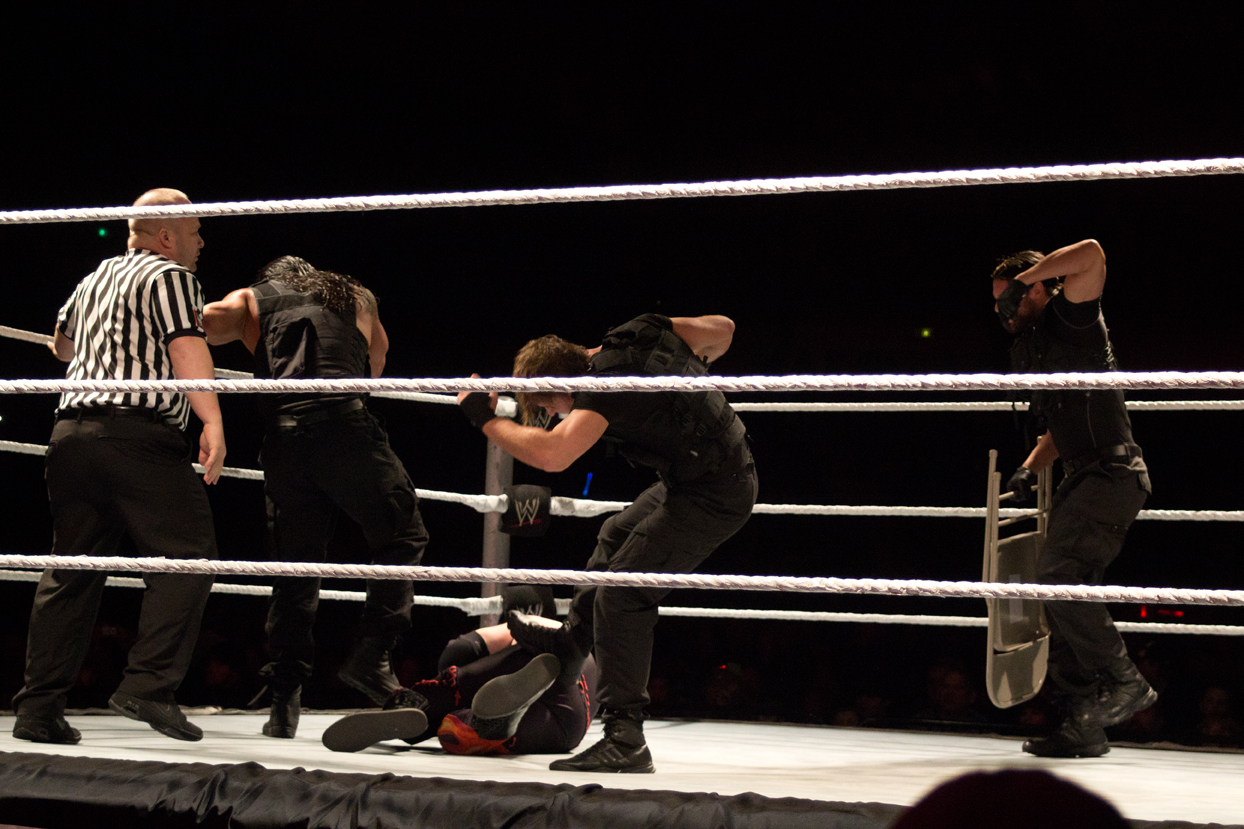
聖盾軍正在攻擊Kane

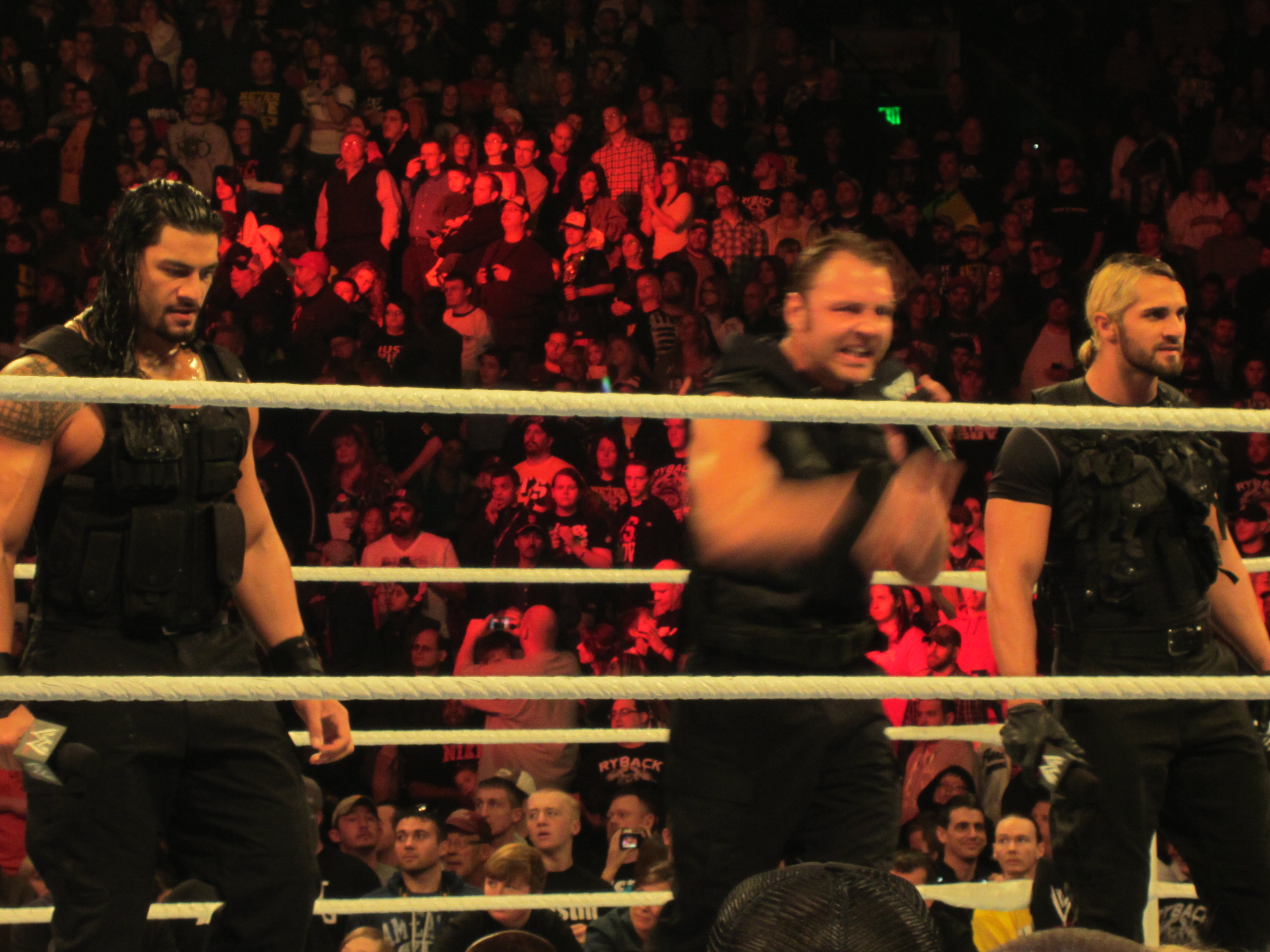
聖盾軍

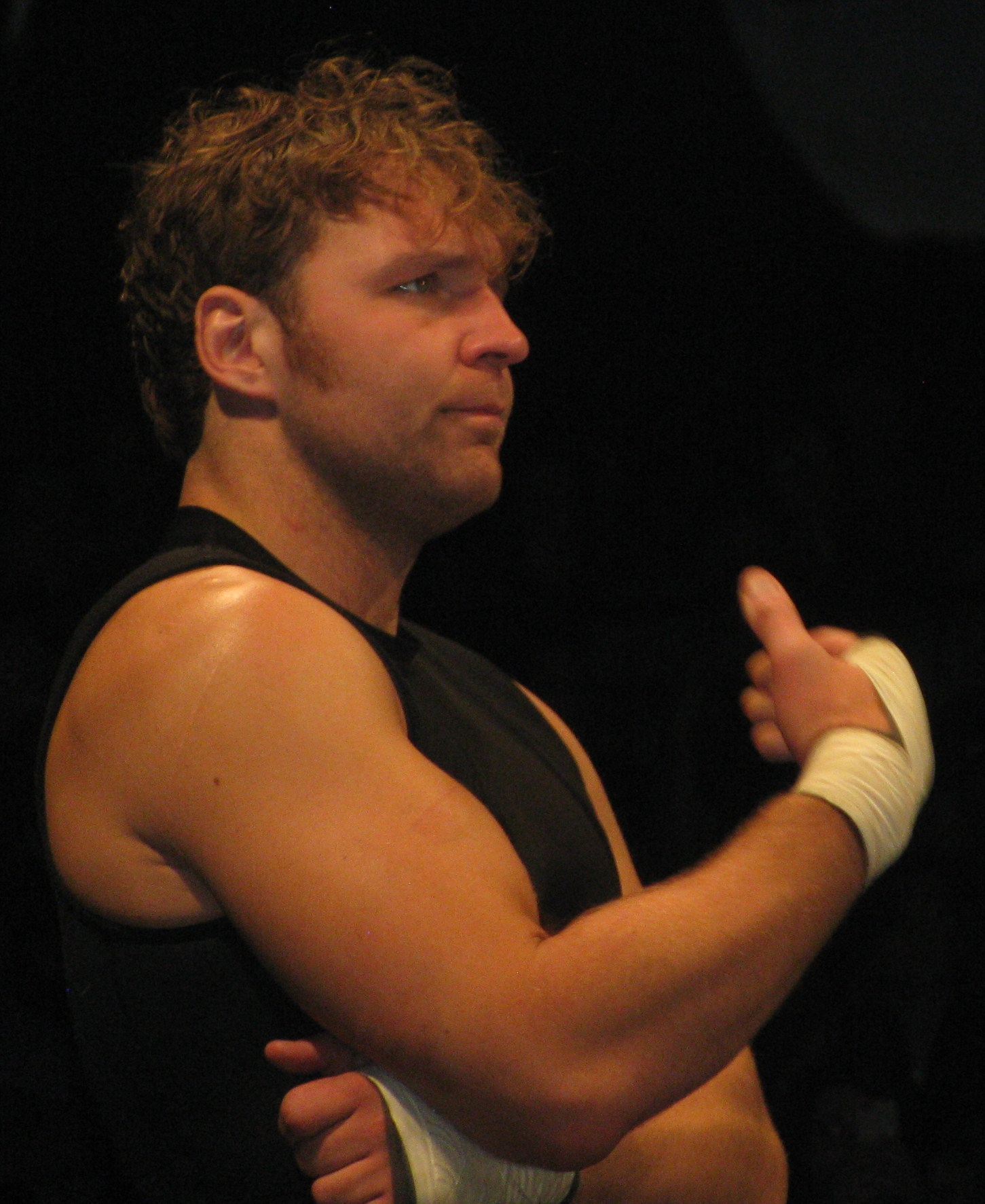
迪安·安布羅斯

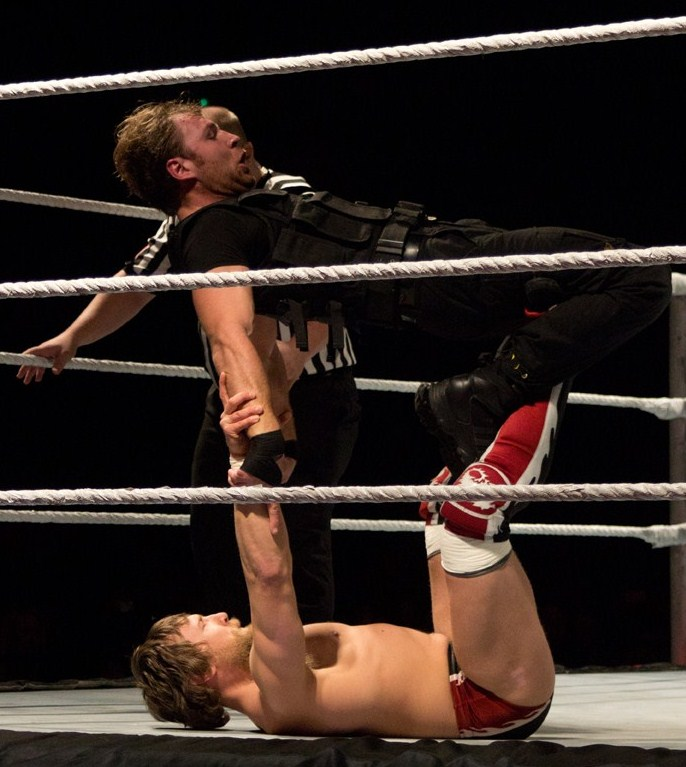
迪安·安布羅斯（上者，下為丹尼爾·布萊恩）

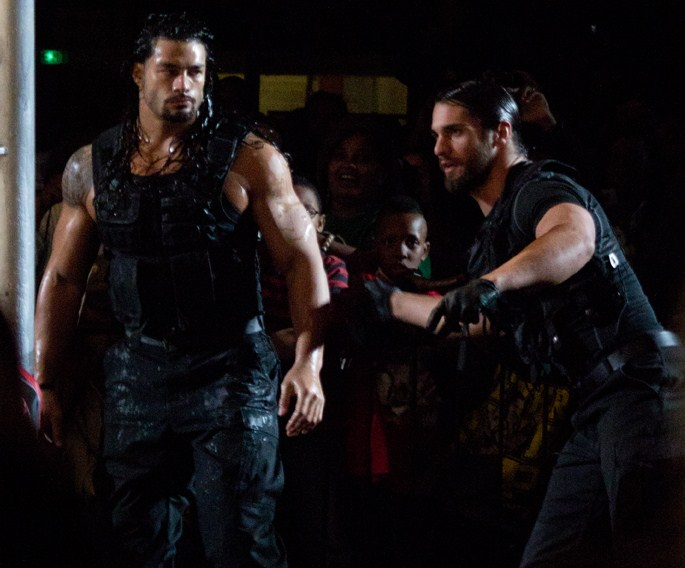
羅曼·雷恩斯（左）與賽斯·羅林斯（右）

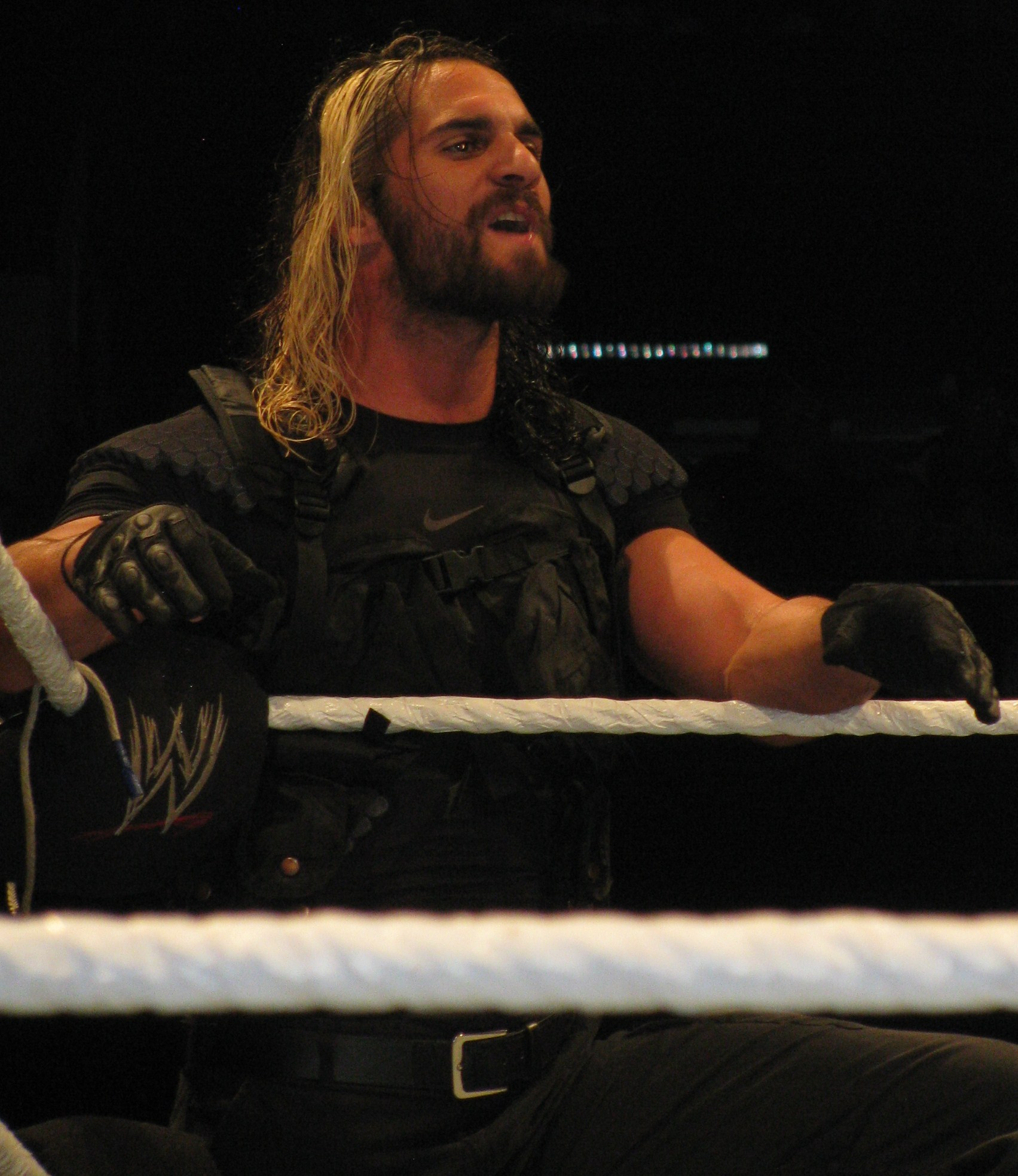
賽斯·羅林斯

聖盾軍（英語：The Shield）成立於2012年11月18日，是一個由三位摔角選手組成的職業摔角團隊，成員分別有羅曼·瑞恩斯、賽特·羅林斯和迪安·安布羅斯，在2012年至2014年主要於WWE Raw及WWE SmackDown節目中活躍，在第二次重組時，則隸屬於Raw。在2019年4月迪恩·安布羅斯離開WWE後，目前已宣告解散。
在神盾軍的摔角事業中，神盾軍曾是一次的WWE美國冠軍（迪恩·安布羅斯一次）、一次的WWE雙打冠軍（羅曼·瑞恩斯和賽特·羅林斯一次）及一次的NXT冠軍（賽特·羅林斯一次）。

## 歷史
在2014年6月，賽特·羅林斯背叛了其他兩人（投靠高層），與神盾軍就此結怨。背叛後賽特·羅林斯多次利用高層權力對抗聖盾軍的其他兩人。神盾軍也因此解散，活躍時期以2013年居多。不過也曾經在2014年的極限規則與絕命復仇上兩度打敗進化軍，同時創造了在2014年的傳奇。
在2017年10月9日的Raw上神盾軍再次重組，並且將在TLC大賽上面對希薩羅、席莫斯、米茲、布勞恩·史卓曼以及肯恩，這是一場三對五的強弱不等賽。10月20日，由於醫療原因，羅曼·瑞恩斯將不會參與比賽，其空缺將由寇特·安格替補。而在TLC上，最終由寇特·安格與其他兩人對米茲使出了三重炸彈摔贏得了這場比賽。